# Site A/Plot M
Site A/Plot M est un ensemble de deux sites situés dans les Red Gate Woods (en) (une partie des Réserves forestières de Palos (en)) sous contrôle du Forest Preserve District of Cook County (en) depuis 1956, dans le comté de Cook en Illinois, séparés d'environ 457 m : Site A de 8 ha, et Plot M de 46 m sur 43 m. Les deux sites sont loués en 1942 par le corps du génie de l'armée des États-Unis, lors du Manhattan District. Site A sert de cadre à des expériences en physique nucléaire menées par le Metallurgical Laboratory puis par le laboratoire national d'Argonne entre 1943 et 1954. Plot M est utilisé pour enterrer les déchets produits.

## Histoire

Carte de la zone.

Au cours d'un déplacement à cheval au printemps 1942 dans les Palos Area Preserves, Arthur Compton retient l'emplacement pour le Manhattan District par sa proximité avec Chicago et sa discrétion.
En 1943, la Chicago Pile-2 (CP-2) est construite sur le Site A, partiellement à partir du démantèlement de la Chicago Pile-1 (CP-1), suivie de la Chicago Pile-3 (CP-3) la même année. En dehors de l'étude des réacteurs, des expériences visant à étudier la métabolisation de radionucléides, la séparation de produits de fission et l'extraction de tritium issu de l'irradiation de lithium sont menées sur le site jusqu'au déclassement des réacteurs le 15 mai 1954. Aux côtes des réacteurs, Site A accueillera environ 35 bâtiments dont une fonderie de plomb. Le site est officiellement fermé en 1956.
Les déchets produits sur le Site A sont initialement placés directement dans des tranchées de 1,8 m de profondeur puis recouverts de terre à Plot M. À partir de 1948, ceux-ci sont placés dans des conteneurs en acier avant leur enfouissement. Cependant, en 1949, 285 grammes d'uranium sont égarés. Ils seront retrouvés mais l'ensemble des conteneurs d'acier sont extraits dans le cadre des recherches. Après cet événement les déchets produits à Site A sont envoyés à l'extérieur : la dernière tranchée de Plot M est comblée le 10 juin 1949,.
Après le déclassement des réacteurs, le combustible nucléaire et l'eau lourde utilisés sur place sont envoyés au laboratoire national d'Oak Ridge, l'ensemble des bâtiments est détruit et des déchets nucléaires de faible activité sont placés dans le bouclier biologique de CP-3. Le bouclier est ensuite détruit au moyen de charges explosives et les débris sont collectés dans une fosse de 12,2 m creusée sous l'emplacement du bouclier. L'ensemble est recouvert de béton et de terre et un marqueur est placé. De même à Plot M, les déchets déjà enterrés sont recouverts d'une couche de béton de 0,3 m et de 2,4 m de terre dans le but d'empêcher leur migration et un marqueur est posé.